# 1980年夏季残疾人奥林匹克运动会美国代表团
1980年夏季残疾人奥林匹克运动会美国代表团是美国派出的1980年夏季残疾人奥林匹克运动会代表团。获得75枚金牌、66枚银牌和54枚铜牌。